# William Nording
Erik Gustaf William Nording, född 4 juli 1884 i Stockholm, död 18 augusti 1956 i Borgholm (gravsatt på Norra begravningsplatsen i Stockholm), var en svensk målare, centralgestalt i den så kallade Vicklebyskolan. Han blev medlem i konstnärsföreningen Färg och Form 1932.
William Nording studerade vid Tekniska skolan i Stockholm 1901, Carl Althins målarskola 1902–1904 och för Gunnar Hallström 1904–1905 samt Matisseakademien 1908. Han var elev vid konstakademien i Düsseldorf 1905 och vid Konstnärsförbundets skola i Stockholm 1906–1908. Han tillhörde samma generation som gruppen 1909 års män. I Paris fördjupade han sig i Paul Cézannes måleri. Tillsammans med Torsten Palm och gruppen Smedsuddskoloristerna framstår han som den främste företrädaren för intimismen i svensk konst. Han bodde en stor del av året i Vickleby på Öland och blev centralgestalten i konstnärskolonin i Vickleby, också benämnd Vicklebyskolan. Denna hade sitt centrum på Bo pensionat i Vickleby, som ägdes av hans hustru Maja Uddenberg-Nording. Hans konstnärskap är till stor del präglat av det öländska landskapet och ölandsbyarnas idyll. Nording är representerad vid Nationalmuseum i Stockholm och Göteborgs konstmuseum, Länsmuseet Gävleborg, Moderna museet och Kalmar konstmuseum.